# Secchi (cráter)

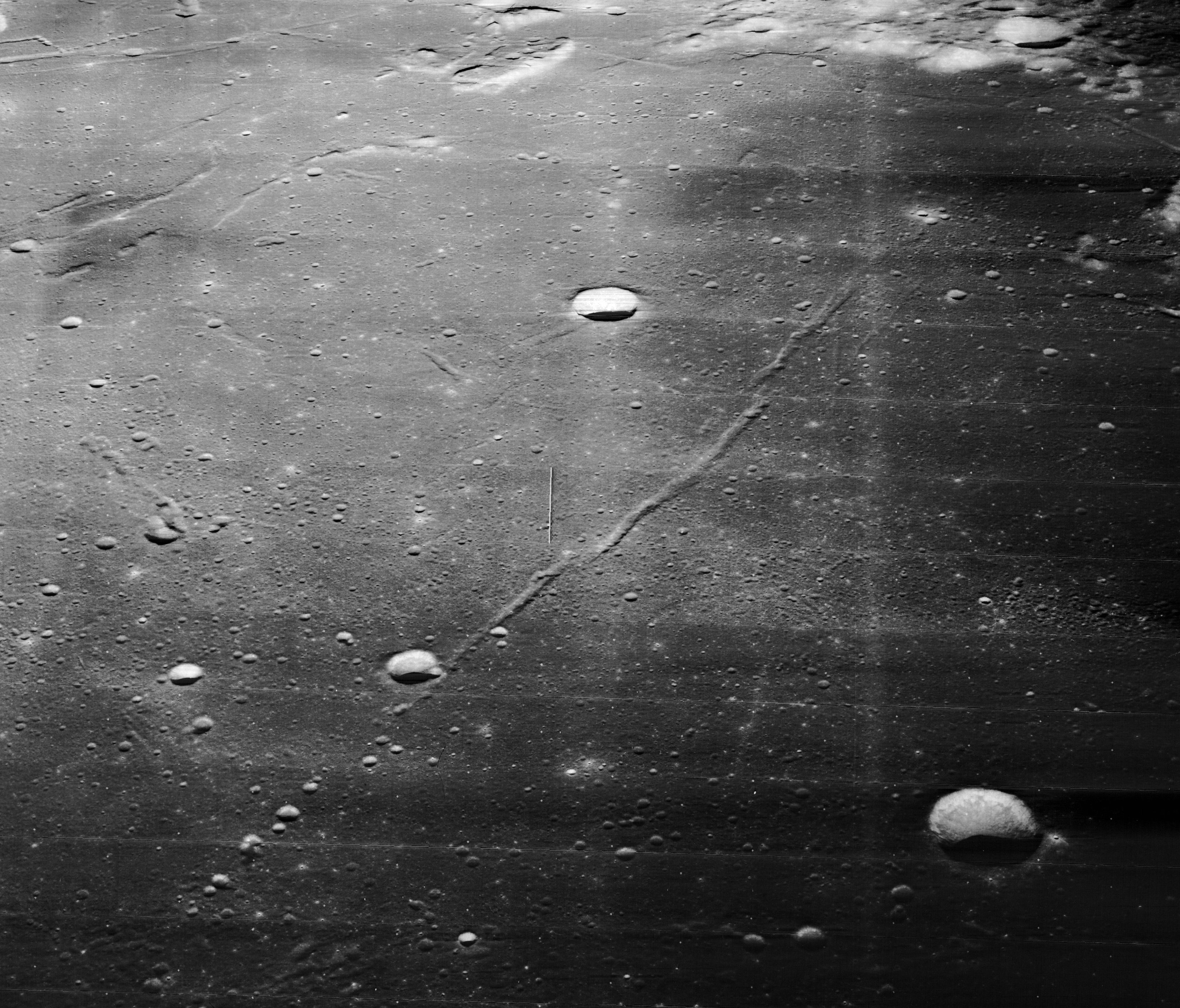
Vista oblicua de la Rima Messier desde el Lunar Orbiter 5, mostrando Secchi X por encima del centro y Secchi K abajo a la derecha

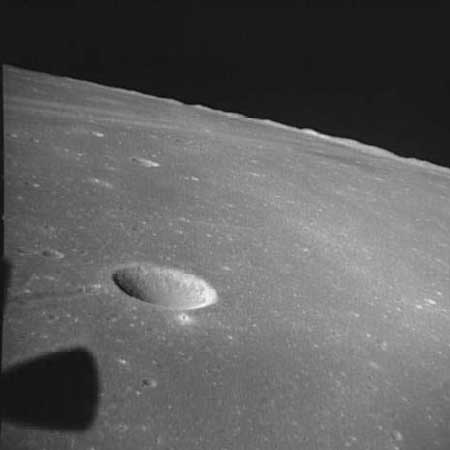
Secchi K. Fotografía de la misión Apolo 10

Secchi es un pequeño cráter de impacto lunar situado sobre el borde noroeste del Mare Fœcunditatis. Al noreste se encuentra el cráter Taruntius.
|  |

El borde occidental se une con las estribaciones de los Montes Secchi. El borde de este cráter aparece abierto en sus extremos norte y sur, dejando dos crestas curvadas enfrentadas rodeando el suelo del cráter. Al sur se halla una pareja de grietas designadas Rimae Secchi, localizadas cerca del borde del mare y con una longitud conjunta de unos 40 kilómetros.

## Cráteres satélite
Por convención estos elementos son identificados en los mapas lunares poniendo la letra en el lado del punto medio del cráter que está más cercano a Secchi.
|        | \| Secchi \| Coordenadas \| Diámetro \| \| ------ \| --------------------------- \| -------- \| \| A \| 3°18′N 41°30′E / 3.3, 41.5 \| 5 km \| \| B \| 3°42′N 41°30′E / 3.7, 41.5 \| 5 km \| \| G \| 4°00′N 44°36′E / 4.0, 44.6 \| 8 km \| \| K \| 0°12′S 45°24′E / -0.2, 45.4 \| 3 km \| \| U \| 1°06′N 42°12′E / 1.1, 42.2 \| 6 km \| \| X \| 0°42′S 43°36′E / -0.7, 43.6 \| 6 km \| |          |
| Secchi | Coordenadas | Diámetro |
| A      | 3°18′N 41°30′E / 3.3, 41.5 | 5 km     |
| B      | 3°42′N 41°30′E / 3.7, 41.5 | 5 km     |
| G      | 4°00′N 44°36′E / 4.0, 44.6 | 8 km     |
| K      | 0°12′S 45°24′E / -0.2, 45.4 | 3 km     |
| U      | 1°06′N 42°12′E / 1.1, 42.2 | 6 km     |
| X      | 0°42′S 43°36′E / -0.7, 43.6 | 6 km     |

## Referencias

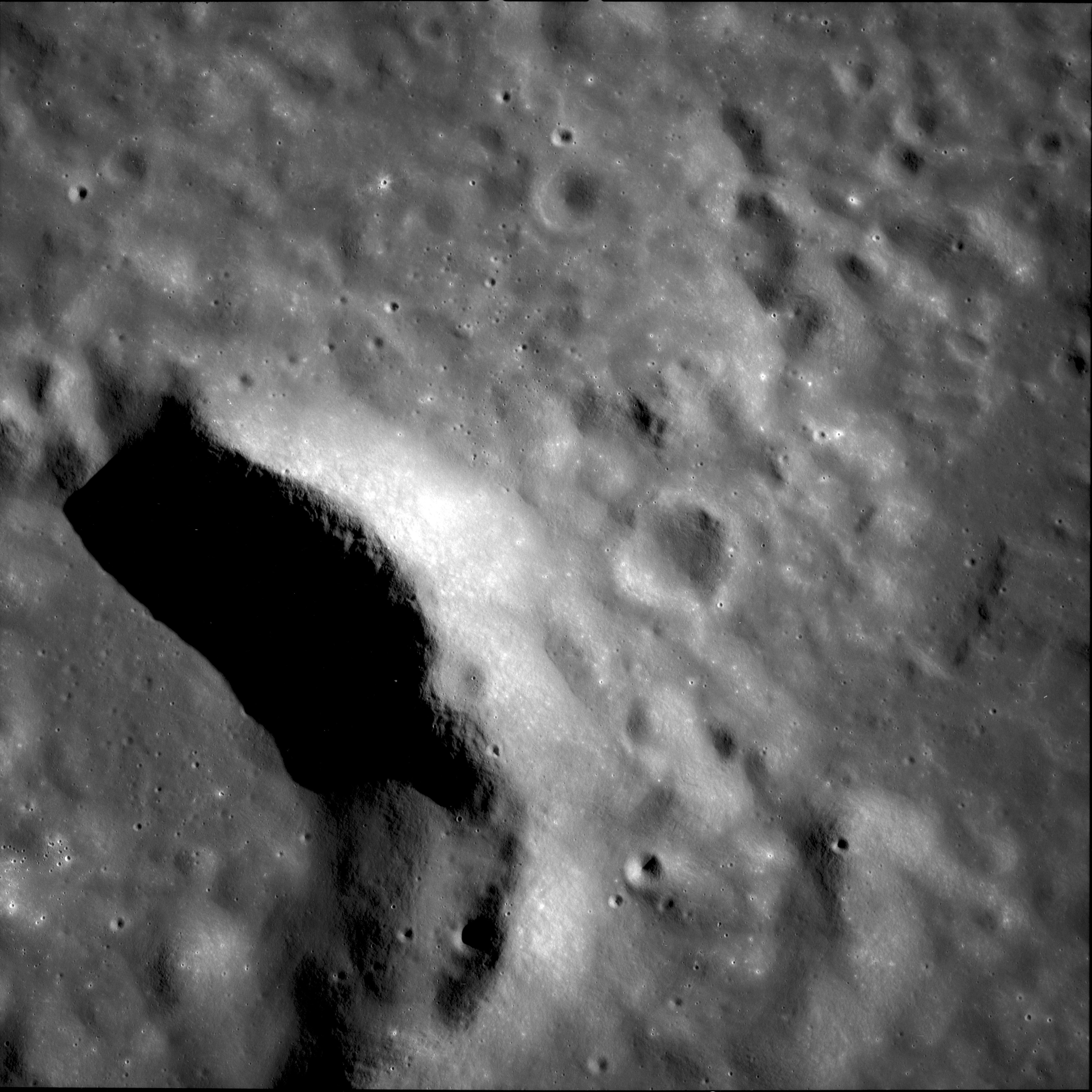
Fotografía de la misión Apolo 11